# Collide (filme)
Collide é um filme de ação, uma co-produção entre Alemanha e Estados Unidos dirigida por Eran Creevy, escrita por Eran Creevy e F. Scott Frazier, e estrelada por Nicholas Hoult, Felicity Jones, Ben Kingsley e Anthony Hopkins. Seu lançamento está marcado para 19 de Agosto de 2016, pela Open Road Films.

## Elenco
- Nicholas Hoult......... Casey
- Felicity Jones......... Juliette
- Anthony Hopkins.... Hagen Kahl
- Ben Kingsley.......... Geran
- Clemens Schick..... Mirko
- Michael Epp........... Karl
- Markus Klauk......... Talaz
- Aleksandar Jovanovic... Jonas
- Nadia Hilker............Rowena

## Produção
Em 15 de Maio de 2013, Zac Efron e Amber Heard se juntaram ao elenco, mas posteriormente deixaram o projeto. Em 1 de Maio de 2014, Nicholas Hoult, Ben Kingsley, Felicity Jones e Anthony Hopkins foram integrados. As filmagens tiveram início em 5 de Maio de 2014. Em 3 de Novembro a Relativity Media adquiriu o filme.

## Release
A Relativity Media programou o lançamento do filme para 30 de Outubro de 2015. Entretanto, a empresa entrou em falência e os produtores tiveram que colocar o filme de volta no mercado. Em Setembro de 2015 foi anunciado que a Open Road Films iria distribuir o filme. Em Outubro, a Open Road definiu 1 de Abril de 2016 como nova data de lançamento. No entanto a data foi alterada para 19 de Agosto.